# Jesenicei-víztározó
A Jesenice-víztározó (csehül Vodní nádrž Jesenice) Csehország nyugati határvidékén, Cheb (németül Eger) városától 5 km-re keletre, az Ondrava folyón megközelítőleg 12 kilométer hosszúságban húzódik. Területe 7,6 km², legnagyobb mélysége 18 m, befogadóképessége 52,750 millió m³.

## Jellemzése
A víztározót 1957 és 1961 között hozták létre. Partja mentén fekszenek Podhrad, Všeboř, Dřenice, Jesenice, Okrouhlá és Mechová települések, ahol több kemping is található. Az víztározón nem engedélyezett a robbanómotoros vízi járművek hajózása.
A víztározó nyugati részén ível át a Plzeň–Cheb vasútvonal hídja. Az Ondrava folyón egykoron átívelő betonhíd maradványa a vasúti hídtól nyugatra, az északi parton fekvő Všeboř közelében emelkedik ki félig az elárasztott területből.

## Fordítás
- Ez a szócikk részben vagy egészben a Vodní nádrž Jesenice című cseh Wikipédia-szócikk ezen változatának fordításán alapul.  Az eredeti cikk szerkesztőit annak laptörténete sorolja fel. Ez a jelzés csupán a megfogalmazás eredetét és a szerzői jogokat jelzi, nem szolgál a cikkben szereplő információk forrásmegjelöléseként.